# Буфало брејвси
Буфало брејвси (енгл. Buffalo Braves) је бивши амерички кошаркашки клуб из Буфала, Њујорк. Бравеси су се такмичили у Националној кошаркашкој асоцијацији (НБА) као клуб члан Атлантске дивизије Источне конференције лиге од 1970. до 1978. Године 1978. власник Брејвса Џон И. Браун млађи заменио је франшизе са тадашњим власником Бостон селтикса Ирвом Левином, који је затим преселио тим у Сан Дијего, где је тим преименован у Сан Дијего клиперсе. Франшиза се затим преселила у Лос Анђелес 1984. и сада је позната као Лос Анђелес клиперси.

## Историја

### Стварање тима
Брејвси су били један од само три НБА тима који су играли након проширења НБА лиге у сезони 1970/71. (друга два тима су били Портланд трејлблејзерси и Кливленд кавалирси). Тим је играо у Буфало Мемориал аудиторијуму заједно са другим НХЛ тимом, Буфало сејберсимаа, који је такође дебитовао у сезони 1970. године. Такође у сезонама од 1971. до 1975. године, Бравеси су одиграли 16 утакмица у Мејпл лифс гардену у Торонту, Онтарио. Један од циљева је био да се пронађу нове навијаче ван такозваног „Западног Њујорка“ на рачун територија Великог Торонта (исту стратегију су пратили НФЛ Буфало билси у домаћим утакмицама од 2008. у Торонту). Два НБА тима у оквиру Западног Њујорка били су Рочестер ројалси и Сиракуза нешенелси, који су касније постали Сакраменто кингси и Филаделфија севентисиксерси.
Први тренер Брејвса био је члан Куће славних Долф Шајс, а прве звезде новог тима били су Боб Кауфман и Дон Мај. Оба играча су дошла у клуб кроз НБА проширени драфт 1970. године. Такође је била стављена понуда на локалног играча, бека шутера Калвина Марфија, који је играо за Универзитет Нијагара.

#### Сезона 1977/78.
Лоша игра тима у последње две године (30 : 52 у 1976/77. и 27 : 55 у 1977/78.) и отворени покушаји да се раскине уговор о закупу „Меморијалног аудиторијума” смањили су посећеност испод прага који би био потребан да се плати закуп.  Џон И. Браун се састао са Ирвом Левином, који је тада био власник Селтикса, и преговарао о договору у којем ће власници заменити франшизе, при чему је Браун преузео контролу над Селтиксима, а Левин је добио Брејвсе. Левин је био калифорнијски бизнисмен и желео је да поседује НБА тим у својој родној држави. Међутим, знао је да НБА неће ни размислити да му дозволи да помери Селтиксе. Стога је био веома заинтересован за Браунову понуду. Договор је склопио тадашњи генерални саветник НБА лиге Дејвид Стерн, који је постао комесар лиге 1984. године. После последње сезоне Брејвеса у западном Њујорку, власници НБА лиге су гласали 21 : 1 да се тим пресели. Како је Левин желео, постао је власник тима у Сан Дијегу после сезоне 1977/78. године. Тада је тим променио име у Сан Дијего  (сада Лос Анђелес клиперси) клиперси. Као део трансакције, тимови су мењали већину играча на својим списковима.

## Статистика по сезонама
| НБА шампион | Шампион конференције | ЧШампион дивизије | Плеј−оф |

| Список сезона НБА | Конференција | Дивизија  | Регуларна сезона | Регуларна сезона | Регуларна сезона | Регуларна сезона | Регуларна сезона | Регуларна сезона | Плеј-оф НБА                                                                                                  |
| Список сезона НБА | Конференција | Дивизија  | Конф.            | Див.             | Поб.             | Изг.             | %                | ЗЛП              | Плеј-оф НБА                                                                                                  |
| ----------------- | ------------ | --------- | ---------------- | ---------------- | ---------------- | ---------------- | ---------------- | ---------------- | --- |
| 1970/71.          | Источна      | Атлантска | 7                | 4                | 22               | 60               | .268             | 30               | Није се квалификовао за плеј-оф                                                                              |
| 1971/72.          | Источна      | Атлантска | 8                | 4                | 22               | 60               | .268             | 34               | Није се квалификовао за плеј-оф                                                                              |
| 1972/73.          | Источна      | Атлантска | 7                | 3                | 21               | 61               | .256             | 47               | Није се квалификовао за плеј-оф                                                                              |
| 1973/74.          | Источна      | Атлантска | 4                | 3                | 42               | 40               | .512             | 14               | Изгубио у полуфиналу конференције од Бостон селтикса, 2 : 4                                                  |
| 1974/75.          | Источна      | Атлантска | 3                | 2                | 49               | 33               | .598             | 11               | Изгубио у полуфиналу конференције од Вашингтон булетса, 3-4                                                  |
| 1975/76.          | Источна      | Атлантска | 5                | 2                | 46               | 36               | .561             | 8                | Победио у првом колу против Севентисиксерса, 2-1 Изгубио у полуфиналу конференције од Бостон селтикса, 2 : 4 |
| 1976/77.          | Источна      | Атлантска | 10               | 4                | 30               | 52               | .366             | 20               | Није се квалификовао за плеј-оф                                                                              |
| 1977/78.          | Источна      | Атлантска | 10               | 4                | 27               | 55               | .329             | 28               | Није се квалификовао за плеј-оф                                                                              |

## Чланови Куће славних
| Чланови куће славних | Чланови куће славних | Чланови куће славних | Чланови куће славних | Чланови куће славних |
| Играчи               | Играчи               | Играчи               | Играчи               | Играчи               |
| Бр.                  | Име                  | Позиција             | Сезоне               | Постављен            |
| -------------------- | -------------------- | -------------------- | -------------------- | -------------------- |
| 11                   | Боб Макаду           | F/C                  | 1972 — 1976.         | 2000.                |
| 20                   | Мозиз Малон          | C/F                  | 1976.                | 2001.                |
| 44                   | Адријан Дантли       | F/G                  | 1976–1977            | 2008.                |
| Тренери              |                      |                      |                      |                      |
| Име                  | Име                  | Позиција             | Мандат               | постављен            |
| Џек Ремзи            | Џек Ремзи            | Главни тренер        | 1972–1976            | 1992                 |
| Сарадници            |                      |                      |                      |                      |
| Котон Фицсимонс      | Котон Фицсимонс      | Head coach           | 1977–1978            | 2021                 |